# 김보민 (아나운서)
김보민(金寶民, 1978년 7월 3일 ~ )은 대한민국의 아나운서다.

## 학력
- 중앙대학교 신문방송대학원 (석사)
- 홍익대학교 경제학 (학사)
- 포항제철고등학교 (졸업)
- 포항제철중학교 (졸업)
- 포항제철동초등학교 (졸업)

## 경력
- 2003년 10월 1일 : KBS 29기 공채 아나운서
- 2003년 ~ 2004년 : KBS부산방송총국 지역 근무 아나운서
- 2004년 3월 : 본사 복귀
- 2007년 4월 24일 : '2007 KBS TV 봄 프로그램 개편 설명회'의 KBS 아나운서 참여 및 참석
- 2021년 2월 ~ 2023년 2월 : 제19대 한국아나운서연합회 회장

## 스포츠 캐스터 경력
- 2012년 2012 런던 올림픽 캐스터

## 가족 관계
- 배우자 : 김남일 (1977년 5월 1일 ~ )
  - 아들 : 김서우 (2008년 9월 4일 ~ )

## 방송 활동

### TV
| 연도        | 방송사      | 제목                 | 담당                | 진행기간                                                           | 비고 |
| ----------- | ----------- | -------------------- | ------------------- | ------------------------------------------------------------------ | --- |
| 2003        | KBS 1TV     | 아침마당 (본사 제작) | 출연취소            | 4월 7일                                                            | [명랑발언대] 우리는 새내기 (29기 공채 아나운서 출연)새내기 출연 및 출연취소 |
| 2018        | KBS 1TV     | 아침마당 (본사 제작) | 출연                | 6월 4일                                                            | 8133회 특집편 러시아 월드컵 기획. KBS 스포츠 중계의 神 |
| 2020        | KBS 1TV     | 아침마당 (본사 제작) | 출연                | 8월 7일                                                            | 8688회 생생토크 만약 나라면 - <나이 들어 하지 말아야 할 다섯 가지?> |
| 2020        | KBS 1TV     | 아침마당 (본사 제작) | 출연                | 10월 23일                                                          | 8740회 생생토크 만약 나라면 - <내 생에 가장 아찔했던 순간> |
| 2020        | KBS 1TV     | 아침마당 (본사 제작) | 출연                | 12월 18일                                                          | 8779회 생생토크 만약 나라면 - <이럴 때! 당신 수상해~> |
| 2021        | KBS 1TV     | 아침마당 (본사 제작) | 출연                | 4월 30일                                                           | 8873회 생생토크 만약 나라면 - 새봄 건강 대작전! 집콕 방콕 운동법 |
| 2021        | KBS 1TV     | 아침마당 (본사 제작) | 출연                | 7월 16일                                                           | 8936회 생생토크 만약 나라면 - 여름특집 무더위 격파 비법 대방출 1탄 - 2021년 여름! OO이 최고지~ |
| 2023        | KBS 1TV     | 아침마당 (본사 제작) | 출연                | 3월 10일                                                           | 9346회 생생토크 만약 나라면 - 여보! 내가 이것까지 해줘야 해? |
| 2023        | KBS 1TV     | 아침마당 (본사 제작) | 참가자              | 7월 14일                                                           | 9436회 행복한 금요일 쌍쌍파티 도전자(이승연 아나운서와 함께 짝을 이룸) |
| 2024        | KBS 1TV     | 아침마당 (본사 제작) | 방청객              | 4월 9일                                                            | 9626회 화요초대석 - 대한민국이 가장 사랑하는 축구 지도자 거스 히딩크(전 축구감독) |
| 2024        | KBS 1TV     | 아침마당 (본사 제작) | 임시진행            | 8월 5일 ~ 8월 8일 8월 12일 ~ 8월 15일                              | 9710회(파리 올림픽 특집 6부) [명불허전] <잘 커 줘서 고마워! 신동 스타> ~ 9713회(파리 올림픽 특집 9부) [꽃피는 인생수업] (3인3쌤) <의사들의 건강 비결> 9715회 [명불허전] <취미가 밥 먹여 주나요?> ~ 9718회(광복절 특집) [꽃피는 인생수업] <기억해야 할 우리의 역사(2인2쌤-1명 축소)> |
| 2003        | KBS부산 1TV | 신나는 날 즐거운 날  | 진행                |                                                                    | KBS 부산총국 지역근무 당시 |
| 2003        | KBS부산 1TV | KBS 뉴스 9 부산      |                     |                                                                    | KBS 부산총국 지역근무 당시 |
| 2003        | KBS부산 1TV | 6시 내고향           | 리포터              |                                                                    | KBS 부산총국 지역근무 당시 |
| 2001        | KBS 1TV     | 도전! 골든벨         | 참여자              | 2001년 11월 18일                                                   | 110회《경북 포항시 포항제철고》편 출신 동문으로 참여 |
| 2004 ~ 2007 | KBS 1TV     | 도전! 골든벨         | 진행                | 2004년 5월 9일 ~ 2007년 5월 20일                                   | 224회 경기 의정부시 경민고~ 374회(2학교 이상) 충남 서천군 서천고-서천고 2학교 이상(연합) |
| 2007        | KBS 1TV     | 도전! 골든벨         | 특별출연            | 2007년 11월 25일                                                   | 400회 특집 전국고교최강전 |
| 2020        | KBS 1TV     | 도전! 골든벨         | 특별출연            | 2020년 5월 10일                                                    | 스페셜 방송 3부,회차 없이 편성 |
| 2004        | KBS 2TV     | 생방송 세상의 아침   | 진행                |                                                                    | 토요일(주말) |
| 2004        | KBS 1TV     | 가족오락관           | 패널                | 2004년 6월 5일                                                     | 여성팀 출연자 및 도전자 |
| 2005 ~ 2006 | KBS 1TV     | 가족오락관           | 패널                | 2005년 2월 26일, 2005년 9월 24일, 2005년 12월 31일,2006년 3월 11일 | 여성팀 출연자 및 도전자 |
| 2007 ~ 2008 | KBS 1TV     | 가족오락관           | 진행                | 2007년 11월 10일 ~ 2008년 3월 29일                                 | |
| 2004        | KBS 2TV     | 우리말 겨루기 (2TV)  | 2인 1조 참가자      | 2004년 11월 6일                                                    | <41회> |
| 2004        | KBS 1TV     | 전국노래자랑         | 특별진행            | 12월 26일                                                          | 2004 연말결선 |
| 2005        | KBS 2TV     | 뮤직뱅크             | 진행                | 2005년 5월 8일 ~ 2005년 10월 30일                                  | |
| 2006        | KBS 2TV     | 행복퀴즈 무지개가족  |                     |                                                                    | |
| 2006        | KBS 2TV     | 해피투게더           | 공동출연            | 2006년 7월 13일                                                    | 1969년생 김혜선 배우와 같이 출연함 |
| 2006        | KBS 1TV     | 생로병사의 비밀      | 출연                | 5월 16일                                                           | 《151회 - 기호식품에 대한 첨단분석 보고서 - 제2편 두 얼굴의 유혹, 카페인 (커피)》 |
| 2007        | KBS 1TV     | 유유자작             | 패널                |                                                                    | |
| 2009 ~ 2010 | KBS 1TV     | 토요일 가족이 부른다 | 진행                | 2009년 10월 24일 ~ 2010년 12월 25일                                | |
| 2009 ~ 2013 | KBS 2TV     | 스포츠 타임          |                     | 2009년 10월 20일 ~ 2013년 10월 18일                                | |
| 2012        | KBS 2TV     | 스타 인생극장        | 출연                | 1월 25일 ~ 1월 26일                                                | 12회 |
| 2012        | KBS 2TV     | 1 대 100             | 첫도전자            | 2012년 7월 24일                                                    | 257회 1인 첫도전자 |
| 2018        | KBS 2TV     | 1 대 100             | 재도전자            | 2018년 10월 9일                                                    | 535회 1인 재도전자 |
| 2011        | KBS 2TV     | 체험 삶의 현장       | 진행                | 6월 4일 ~ 11월 5일                                                 | |
| 2011        | KBS 1TV     | TV쇼 진품명품        | 출연                | 10월 2일                                                           | 823회 쇼감정단 |
| 2018        | KBS 1TV     | 사랑의 가족          | 임시진행            | 6월 21일 ~ 6월 28일                                                | 2724회 ~ 2725회 |
| 2022        | KBS 1TV     | 사랑의 가족          | 임시진행            | 4월 23일                                                           | 2916회 |
| 2024 ~      | KBS 1TV     | 사랑의 가족          | 진행                | 2024년 2월 10일 ~                                                  | 3006회(설특집) |
| 2018 ~ 2019 | KBS 2TV     | 그녀들의 여유만만    | 진행                | 2018년 7월 16일 ~ 2019년 8월 23일                                  | 1회(첫회) ~ 274회(최종회) |
| 2019 ~ 2020 | KBS 2TV     | 무한리필 샐러드      | 진행                | 2019년 8월 26일 ~ 2020년 7월 3일                                   | 1회(첫회) ~ 218회(최종회) |
| 2022        | KBS 1TV     | 무엇이든 물어보세요  | 임시진행            | 8월 16일 ~ 8월 19일                                                | 탈수가 생명을 위협한다? 물 건강법 ~내 보험료, 오를까 내릴까? 건강보험, 이렇게 바뀐다! |
| 2023        | KBS 1TV     | 무엇이든 물어보세요  | 임시진행            | 5월 3일                                                            | 친절하게 설명해 드립니다! 알쏭달쏭 건강검진표 가정의 달 또는 어린이날 직전 임시로 진행 |
| 2023        | KBS 1TV     | 무엇이든 물어보세요  | 임시진행            | 7월 13일 ~ 7월 20일                                                | 전신 건강 지키려면 골반 균형을 잡아라! ~ 플러스(혈당 잡는 확실한 방법/ 발의 코어 근육 키우는 법 / 자외선과 에어컨 바람으로부터 내 피부 지키는 법) 집중호우로 인하여 대신 임시로 진행                                                                                                |
| 2023        | KBS 1TV     | 무엇이든 물어보세요  | 임시진행            | 8월 21일 ~ 8월 25일                                                | 호우로 인하여 대신 임시로 진행 |
| 2024        | KBS 2TV     | 무엇이든 물어보세요  | 임시진행            | 7월 12일 ~ 7월 19일                                                | 2TV 편성 [금요 팩트체크](240712) ~ [금요 팩트체크](240719) |
| 2024        | KBS 2TV     | 무엇이든 물어보세요  | 임시 아나운서서패널 | 2024년 8월 29일                                                    | 목요일 임시 패널 티벗캐스터 건강한 근육 만들어야 장수한다 |
| 2023        | KBS1        | KBS 스포츠 9         | 임시진행            | 11월 29일                                                          | [ 23 ] |
| 2023        | KBS 2TV     | 옥탑방의 문제아들    | 부부 동반출연       | 12월 20일                                                          | |
| 2023        | KBS 2TV     | 사장님귀는 당나귀 귀 | 부부동반출연        | 12월 24일                                                          | 이연복 영상출연 |
| 2024        | KBS 1TV     | KBS 뉴스광장         | 임시진행취소        | 2024년 7월 23일 ~ 8월 2일                                          | 평일 임시진행취소 |
| 2024        | KBS 1TV     | 6시 내고향           | 임시진행            | 9월 27일                                                           | 8128회(2025-2026 충남 방문의 해 특집) 임시 여자MC |
| 2025        | KBS 1TV     | 6시 내고향           | 진행취소            | 2025년 4월 1일                                                     | 8251회 새 여자MC 진행취소 |

### 라디오
- 2007년 : KBS 쿨FM 《3시와 5시 사이》
- 2014년 : KBS 클래식FM 《국악의 향기》
- 2021년 2월 22일 ~ 2023년 2월 17일 : KBS 제1라디오 《라디오 전국일주》
- 2023년 11월 29일 : KBS 쿨FM 《설레는 밤, 김보민입니다》
- 2024년 8월 4일 : KBS 제1라디오 《KBS 뉴스월드》
- 2025년 1월 6일 ~ 현재 : KBS 한민족방송 《팝스 프리덤》

### 드라마
- 2014년 KBS2 단막극 《KBS 드라마 스페셜 - 마지막 퍼즐》 ... 뉴스 앵커 역

## 같이 보기
- 이재은